# Haras de Zaporijjia
Le haras de Zaporijjia est un haras situé à Troudove, hromada de Novomikhaïlovka dans le raïon de Zaporijjia, en Ukraine. Il porte le numéro 86.

## Histoire
L'existence de ce haras est enregistrée en 1945 par arrêté du ministre soviétique, sur la ferme céréalière « Tchoubarivskyi », à l'initiative de Semion Boudienny. Initialement, ce haras est spécialisé dans l'élevage de chevaux trotteurs par croisement avec des reproducteurs importés d'Europe occidentale, sur la race du trotteur Orlov à partir de 1949. À partir de 1964, il élève le Trotteur russe, ou trotteur métis.
En plus de l'élevage de chevaux, la ferme qui côtoie le haras est engagée dans l'agriculture et l'élevage d'autres espèces, en particulier à l'élevage du porc.

## Chevaux célèbres
Plus de 400 chefs de race ont grandi au haras de Zaporijjia. Certains ont remporté des compétitions de trot nationales et internationales.